# Christian Zander (Politiker)
Christian Wolfgang Zander (* 29. April 1978 in Berlin) ist ein deutscher Politiker (CDU). Er ist seit 2021 Mitglied des Abgeordnetenhauses von Berlin und war zuvor seit 1999 Mitglied der Bezirksverordnetenversammlung von Tempelhof, bzw. Tempelhof-Schöneberg.

## Ausbildung und Beruf
Zander wuchs im Berliner Ortsteil Marienfelde auf und besuchte von 1984 bis 1990 die Malteser-Grundschule.
1997 legte er am Eckener-Gymnasium in Berlin-Mariendorf sein Abitur ab. Im Anschluss studierte an der Humboldt-Universität zu Berlin Rechtswissenschaften. Das Erste Staatsexamen absolvierte er 2003, das Zweite folgte 2006.
Seitdem ist er als Rechtsanwalt zugelassen und als solcher selbstständig tätig.

## Politik
Christian Zander trat 1995 zunächst der Schüler Union bei. Ein Jahr später wurde er Mitglied der Jungen Union und engagierte sich im damaligen Kreisverband Tempelhof. Von 2001 bis 2003 übernahm er das Amt des Kreisvorsitzenden des fusionierten Kreisverbandes Tempelhof-Schöneberg und war in dieser Funktion Vorgänger des heutigen Bundestagsabgeordneten Jan-Marco Luczak.
Seit 1997 ist er auch Mitglied der CDU Berlin. Zunächst engagierte er sich im damaligen Ortsverband Marienfelde, dessen Vorstand er angehörte. 2004 wechselte er in den Ortsverband Lichtenrade, dessen Vorstand er seitdem ebenfalls durchgängig angehört. Während seines Studiums engagierte er sich von 1999 bis 2002 auch im Ring Christlich-Demokratischer Studenten.
Zudem ist er Kreisvorstandsmitglied der CDU Tempelhof-Schöneberg, in dem er von 2019 bis 2021 für die Bereiche Jugend-, Familie-, Schul- und Bildungspolitik zuständig war. Aktuell gehört er dem Kreisvorstand als Abgeordneter qua Amt an.
Darüber hinaus ist Zander seit Jahren Kreisparteitagsdelegierter der CDU und seit dem 13. November 2021 auch Delegierter des Landesparteitages.

### Bezirksverordnetenversammlung (1999–2020)
Mit den Wahlen im Oktober 1999 gelang Christian Zander erstmals der Einzug in die Bezirksverordnetenversammlung des damaligen Bezirks Tempelhof.
Auch bei den vorgezogenen Wahlen im Oktober 2001 zog er, nun im fusionierten Bezirk Tempelhof-Schöneberg, in das Bezirksparlament ein, in dessen Wahlperiode er erstmals den Vorsitz eines Ausschusses übernahm.
2006 wurde er erneut Mitglied der Bezirksverordnetenversammlung. In der damaligen Wahlperiode wurde er in den Fraktionsvorstand gewählt, des Weiteren übernahm er erstmals das Amt des Fraktionsgeschäftsführers. Zudem war er beratendes Mitglied im Verwaltungsrat der Kindertagesstätten Berlin Süd-West, einem Eigenbetrieb von Berlin.
Im September 2011 kandidierte Zander wieder als Bezirksverordneter. Zugleich bewarb er sich um das Direktmandat im Wahlkreis Tempelhof-Schöneberg 2, unterlag jedoch deutlich und zog erneut in die Bezirksverordnetenversammlung ein. Zander wurde wieder Mitglied des Fraktionsvorstands und Fraktionsgeschäftsführer seiner Partei.
Im September 2016 kandidierte er auf einem hinteren Listenplatz für das Abgeordnetenhaus, weshalb er den Einzug verpasste. Zugleich wurde er abermals in die Bezirksverordnetenversammlung gewählt. Er wurde Vorsitzender des Ausschusses für Facility Management sowie Schulpolitischer Sprecher der CDU. Zudem übernahm er wieder das Amt des Fraktionsgeschäftsführers, das er bereits seit 2006 innehatte.
Nachdem Jutta Kaddatz aus privaten Gründen ihr Amt als Bezirksstadträtin niederlegte, kandidierte Zander im Februar 2020 um deren Nachfolge, unterlag jedoch seinem Mitbewerber.
Mit Annahme des Mandats als Abgeordneter schied Zander im Januar 2021 aus der Bezirksverordnetenversammlung aus.

### Abgeordnetenhaus von Berlin (seit 2021)
Im August 2020 wurde Zander durch seinen Ortsverband für die Wahlen zum Berliner Abgeordnetenhaus im September 2021 als Direktkandidat für den Wahlkreis Tempelhof-Schöneberg 7 nominiert und durch den Kreisparteitag am 26. September 2020 aufgestellt.
Nur wenige Tage vor dem Kreisparteitag gab der langjährige Abgeordnete Florian Graf überraschend bekannt, zum Jahresende 2020 sein Mandat aus beruflichen Gründen niederzulegen. Aus dieser Situation heraus, rückte Zander bereits im Januar 2021 über die Bezirksliste in das Abgeordnetenhaus nach.

#### 18. Legislaturperiode (Januar bis November 2021)
Seit dem 4. Januar 2021 ist Zander Mitglied des Abgeordnetenhauses von Berlin. In der 18. Legislaturperiode war er ordentliches Mitglied im Ausschuss für Umwelt, Verkehr, Klimaschutz sowie im Ausschuss für Gesundheit, Pflege und Gleichstellung.
Seine Jungfernrede im Plenum hielt er am 6. Mai 2021.

#### 19. Legislaturperiode (seit November 2021)
Bei den Wahlen im September 2021 errang Zander mit 35,6 % der Erststimmen das Direktmandat im Wahlkreis Tempelhof-Schöneberg 7 und zog somit erneut in das Abgeordnetenhaus ein, dessen 19. Legislaturperiode sich am 4. November 2021 konstituierte.
Bei der Wiederholungswahl zum Abgeordnetenhaus im Februar 2023 errang er 49,6 % der Erststimmen und verteidigte sein Direktmandat somit deutlich. Zander erzielte damit zugleich das beste Erststimmenergebnis der Wahl.
In der aktuellen Legislaturperiode ist Zander ordentliches Mitglied im Ausschuss Bildung, Jugend und Familie sowie im Mobilitätsausschuss. Seit dem 11. Januar 2022 ist er zudem Gesundheitspolitischer Sprecher der CDU-Fraktion.

## Privates
Christian Zander ist seit 2011 mit der Grünen-Kommunalpolitikerin Martina Zander-Rade verheiratet, die er in der Bezirksverordnetenversammlung kennenlernte. Beide waren zeitgleich für mehrere Jahre Fraktionsgeschäftsführer und Schulpolitische Sprecher ihrer Parteien.
Das Paar hat eine gemeinsame Tochter.
Neben seiner Parteiarbeit engagiert sich Zander auch im sozialen Bereich. Er ist Mitglied des Unionhilfswerks und derzeit Schatzmeister im Bezirksverband Tempelhof.